# サンスーシ絵画館

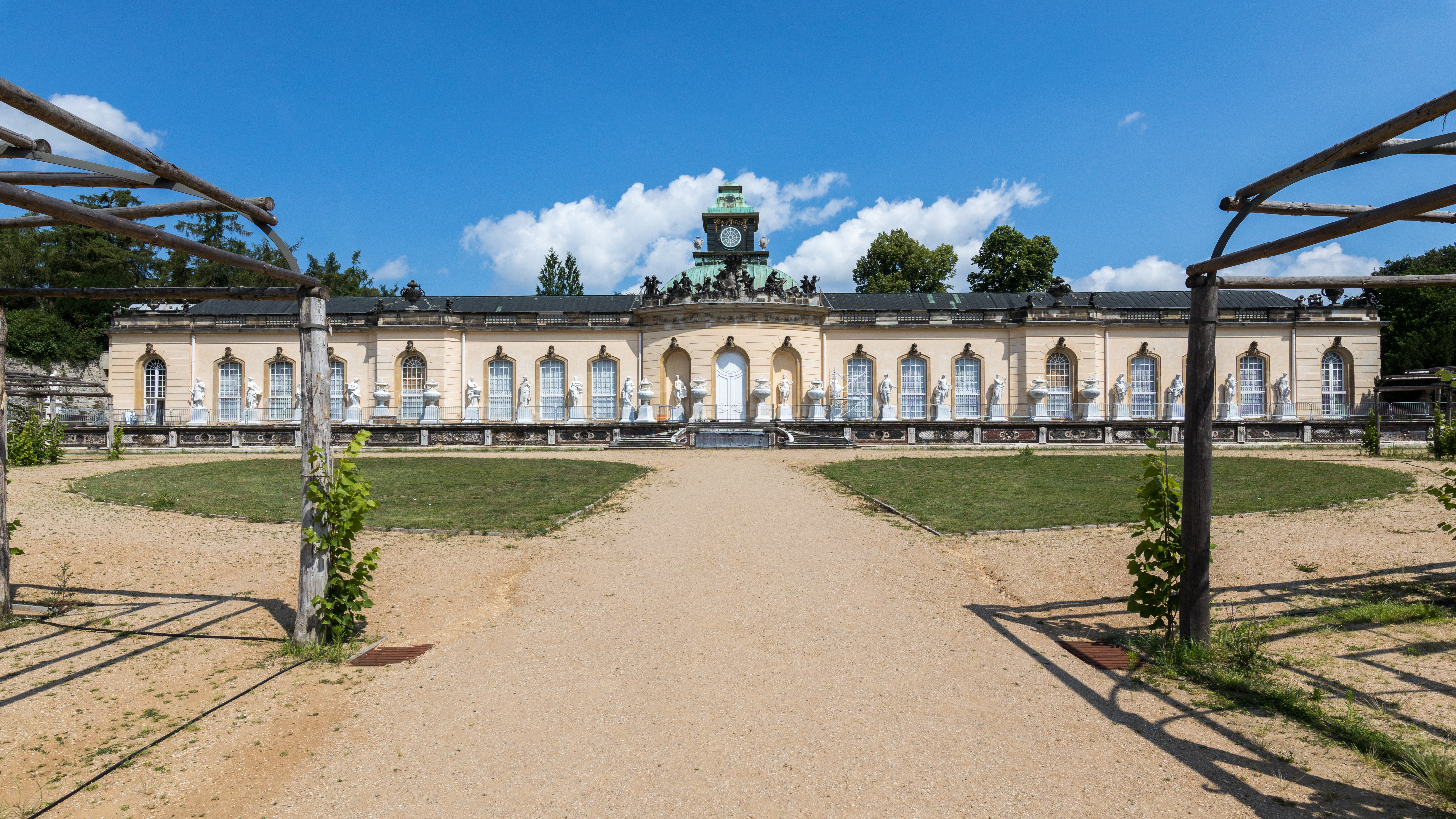
絵画館の南面

サンスーシ絵画館（ドイツ語: Bildergalerie）は、ドイツのポツダムにあるサンスーシ宮殿の美術館施設を指す。プロイセンのフリードリヒ2世の治世、1755年から1764年にかけてヨハン・ゴットフリート・ビュリンクの監督により建てられた。宮殿の東に位置する庭園にたたずみ、ドイツの支配者のために建てられた美術館相当施設のうち、現存する最古の例である。

## 歴史

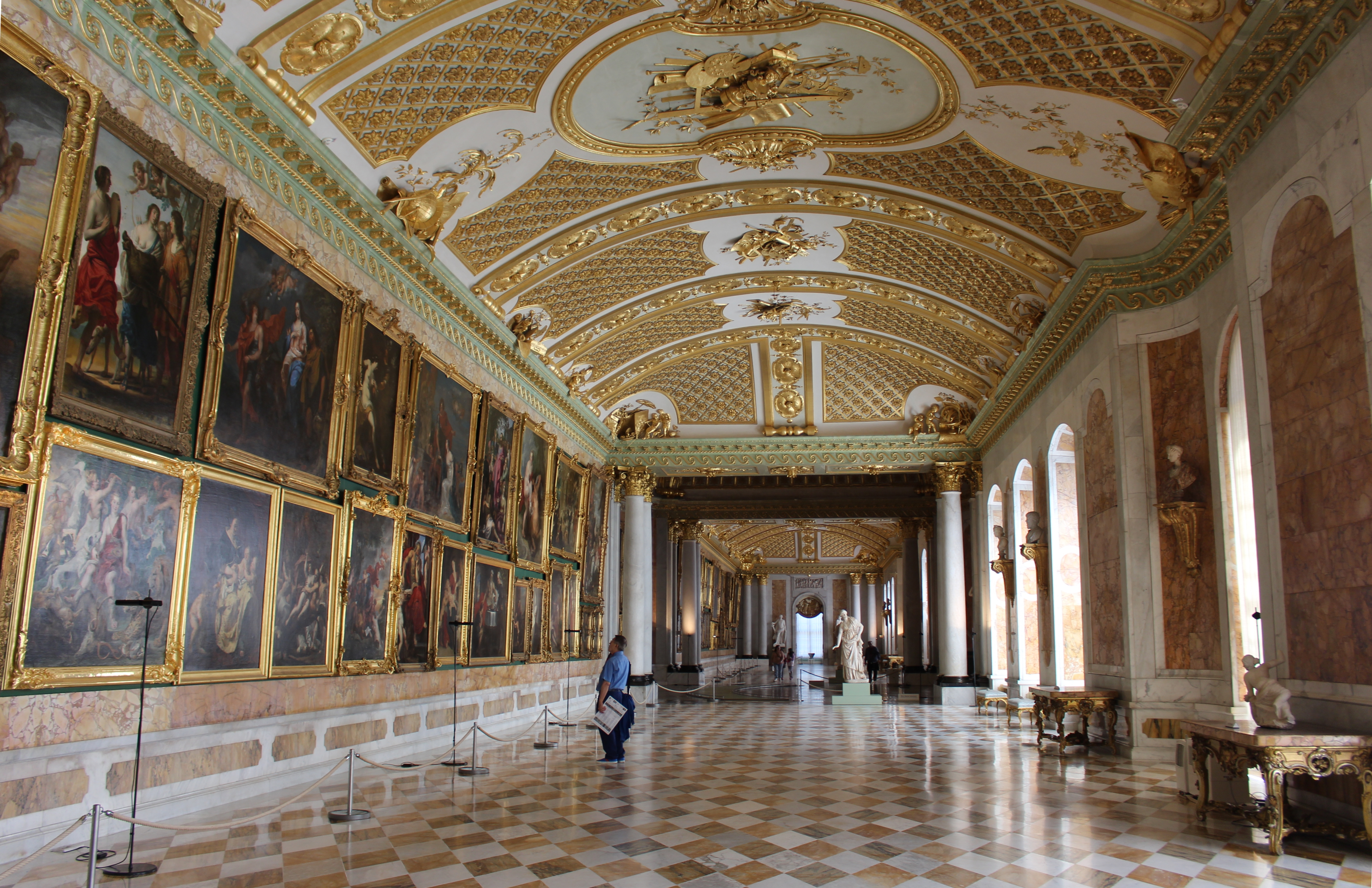
絵画館の内観。玄関から東を望む。

フリードリヒ2世は絵画収集に情熱を注ぎ、若い頃に流行したフランスのロココの美術品を好み、お気に入りの芸術家アントワーヌ・ヴァトーの絵画をサンスーシで過ごしたどの部屋の壁にも並べて飾った。1740年に王位に就くと、国王として当時高く評価されていた歴史画に深く傾倒していく。中でもイタリアとフランドルの芸術家を好み、ルネサンス、マニエリスム、バロックの作品を集めた。1829年にベルリンに施設を開館すると（現・旧博物館）、当館からおよそ50点の絵画としてコレッジョ作『レダと白鳥』、レンブラント作品3点、ルーベンス、アンソニー・ヴァン・ダイク、アントワーヌ・ヴァトーほかの作品を新しい建物に移した。大理石の彫像はすべて運び込ませている。
現代に入り、1929年から1930年にかけて絵画館を本来の用途に戻す試みがされる。収蔵品台帳にフリードリヒ2世購入と記載された作品159点のうち、120点はベルリンから返された。
第二次世界大戦中は絵画作品を全点ラインスベルク（Rheinsberg）へ疎開させている。終戦を迎え1946年にラインスベルク宮殿から戻った作品はわずか10枚に過ぎず、大半の絵画は戦火に失われたと思われた。ところが、大量の絵画は戦中にソビエト連邦に没収されたことが判明すると、大部分は1958年にドイツに返還されている。それでもなお、一部はまだロシアのコレクション収蔵のままである。

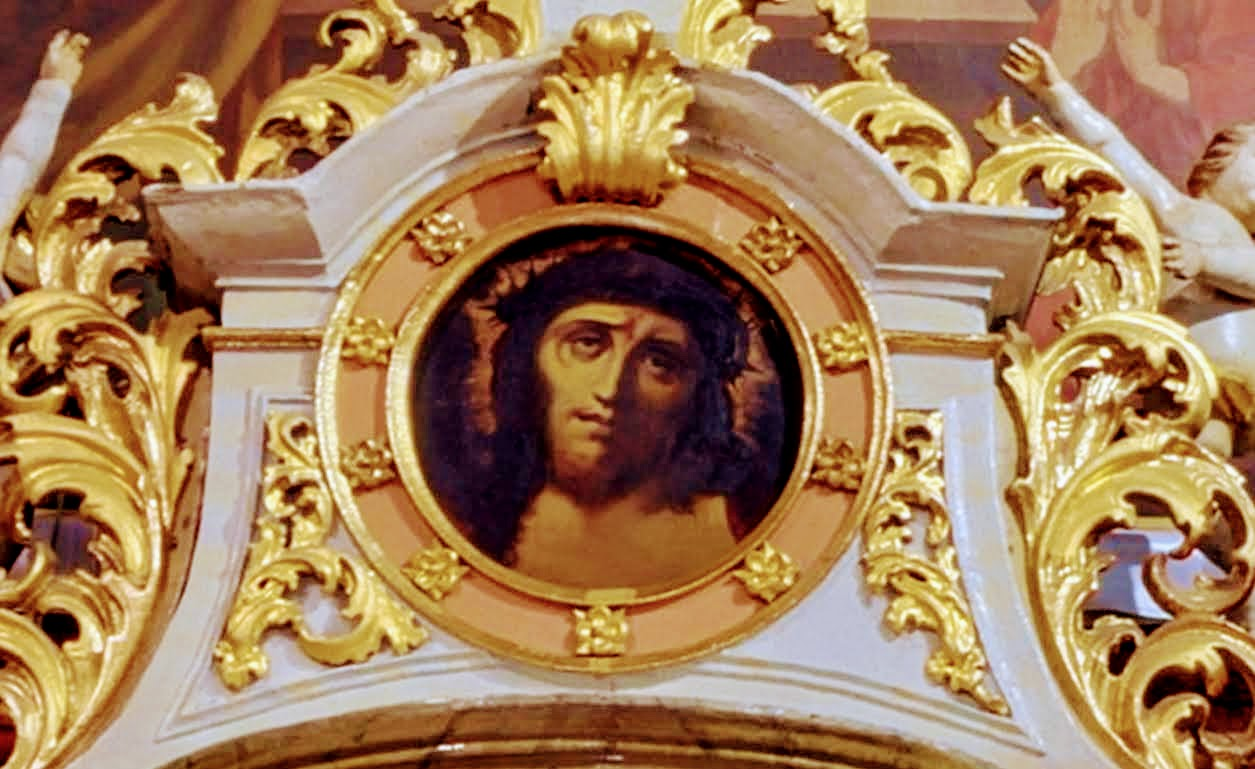
ラファエル・サンティ作『キリスト像』の模写。第二次世界大戦後に失われたサンスーシ絵画館旧蔵の原作には、この模写しかないとされる。（アルフレッド・ランゲ作、1899年。シュプロタバSzprotawa の聖マリア教会収蔵）

## 建物の外構
フリードリヒ大王はかつて、南洋の果樹を育てるため温室を設けており、絵画館はその跡地に立っている。建築家のビュリンクは黄色に塗装した平屋建ての細長い建物を築き、中央部をドームで強調した。庭園を見ると、掃き出し窓の連続を仕切る大理石の彫刻は主題に芸術と科学の寓話的な人物を用いて、彫刻家はヨハン・ゴットリーブ・ヘイミュラー（Johann_Gottlieb_Heym%C3%BCller）とヨハン・ピーター・ベンケルト（Johann_Peter_Benckert）を起用した。またキーストーンに芸術家の胸像を配してある。

## ギャラリー
展示ホールの天井はわずかに弧を描く丸天井で、金色のギルディングを施した。床材は天井の色調とコーディネートし、白と黄色のイタリア産大理石を菱形に切って嵌め込んである。緑色に塗った壁にはバロック期の流行に合わせ、額装した絵画を上下に密に配置した。展示作品にはカラヴァッジョ作『聖トマスの不信』、アンソニー・ヴァン・ダイク作『Pentecost』、ピーテル・パウル・ルーベンス工房の福音書記者と聖ヒエロニムスを描いた『Four Evangelists and Saint Hieronymus』が含まれる。長い廊下状の展示ホールの隣室にはキャビネットが置かれ、やはり小判の絵画をぎっしりと納めてある。

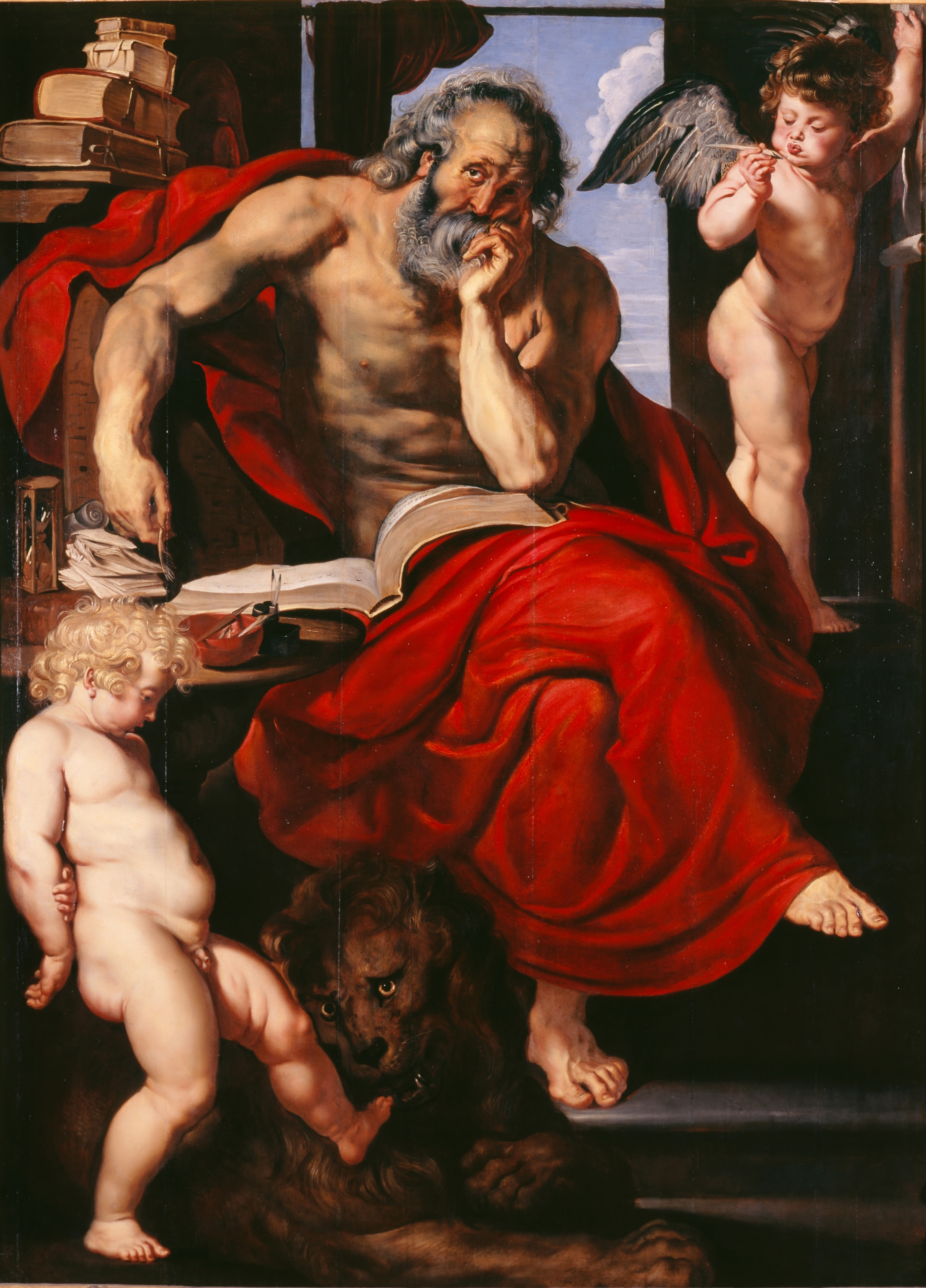
ピーテル・パウル・ルーベンス『聖ヒエロニムスの隠遁』
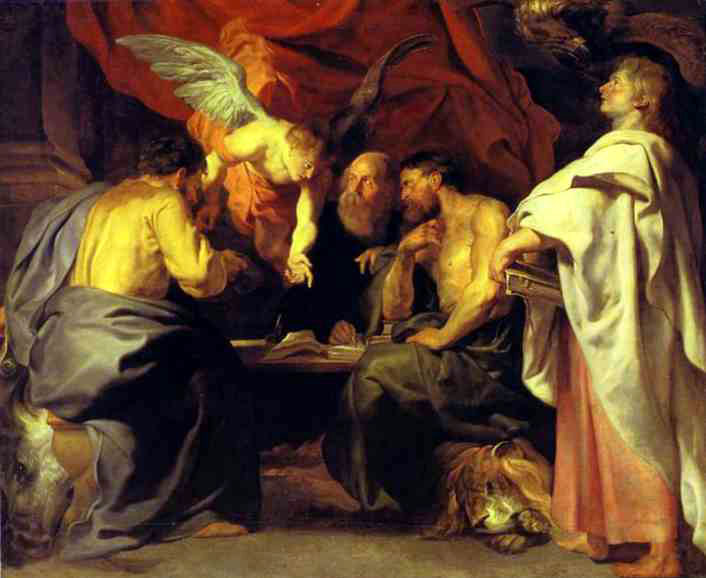
ピーテル・パウル・ルーベンス『 The four Evangelists』（1614年）
カラヴァッジョ『聖トマスの不信』